# Mina Pierina

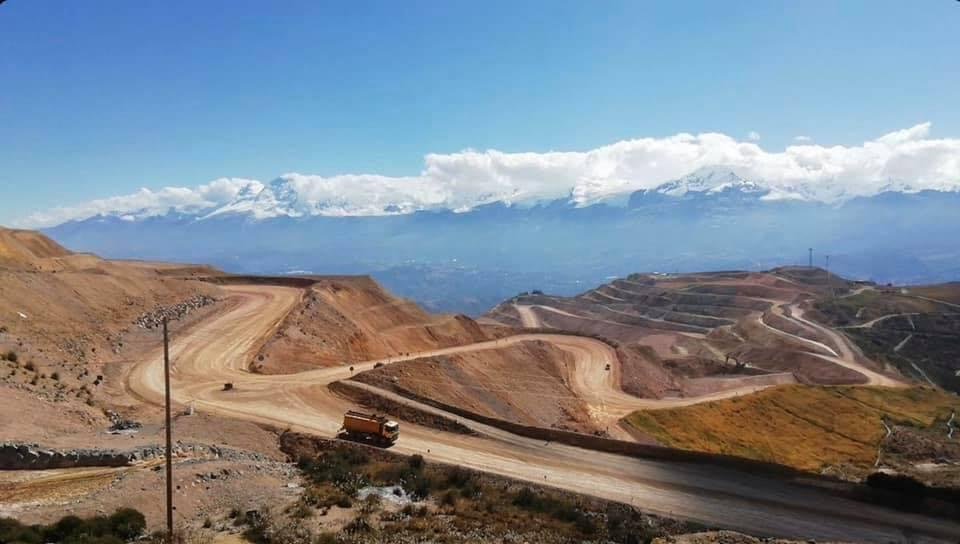
Mina Pierina a cielo abierto ubicada en la provincia de Huaraz, departamento de Ancash, Perú (diciembre de 2019)

La mina Pierina es un yacimiento minero de oro a cielo abierto del Perú ubicado en el distrito de Jangas, provincia de Huaraz, departamento de Ancash, a 13 kilómetros del pueblo de Jangas, y a una altura entre los 3800 y 4200 metros sobre el nivel del mar. Actualmente se encuentra en fase de cierre y es operada por Minera Barrick Misquilquicha de Barrick Gold Corporation. En el año 2009 produjo 8.42 millones de onzas, ubicándose como la quinta mina aurífera más grande del país, después de Yanacocha, Alto Chicama, Madre de Dios y Orcopampa.

## Historia
La empresa inició la exploración del yacimiento en 1997 y luego de tres años se inició la explotación en el año 2000. El año 2009 llegó a su máxima producción y desde el 2015 entró en el proceso de cierre de mina.

## Zona de influencia de la operación minera
De acuerdo a la empresa minera, el área de influencia de la operación incluye 18 comunidades distribuidas en dos distritos de la provincia de Huaraz:
- 5 en el distrito de Independencia: San Juan de Pisco, Shecta, Chontayoc, Ramón Castilla y Tinyash.
- 13 en el distrito de Jangas: Jangas, Chaquecyaco, Jahua, Huanja, Huantallón, Mareniyoc, Mataquita, Pacollón, Tara, Cahuish, Antahuarán, Atupa y Cuncashqa

## Seguridad industrial

### Multas
- El 28 de marzo de 2011 la empresa Minera Barrick Misquiquilcha fue sancionada con 105 UIT (Unidades Impositivas Tributarias) por el Organismo Supervisor de la Inversión en Energía y Minería por el fallecimiento del trabajador Francisco Vargas Quispe en la unidad minera el 10 de febrero de 2009.[4][5]

## Gestión ambiental

### Sanciones
- El 30 de abril de 2014, la empresa Minera Barrick fue sancionada con 50 UIT por Organismo de Evaluación y Fiscalización Ambiental debido a un vertimiento en la quebrada de Pucaurán en el distrito de Jangas que excedió los niveles máximos permisibles de metales pesados (zinc y hierro).[6]

## Conflictos sociales

### Víctimas mortales
- El 5 de mayo de 2006, un conflicto por mejores salarios entre la minera y sus trabajadores derivó en el bloqueo del acceso a la mina y la posterior represión policial en la que fueron asesinados el estudiante Joel Martel Castromonte (25) y el minero Guillermo Tolentino Abad (42) en Huallapampa.[7][8][9] Adicionalmente, 20 personas resultaron heridas.[10]
- El 19 de septiembre de 2012, un conflicto por el agua entre la minera y pobladores del caserío de Mareniyoc en el distrito de Jangas terminó en un enfrentamiento en donde murió Nemesio Poma Asnate (57) y otros 4 comuneros resultaron heridos junto a 3 miembros de las fuerzas policiales.[11][12] Debido a lo ocurrido, se suspendieron las operaciones mineras un día por duelo. El gerente de asuntos corporativos, Gonzalo Quijandría Fernández, declaró que esa decisión no afectaría la producción mensual.[13]

## Proceso de cierre
Pierina atraviesa la etapa de “cierre progresivo” desde 2015 que durará hasta el 2021 o el 2022, e implica el desmantelamiento de la infraestructura y la revegetación del tajo. Luego viene el cierre final, que comprende la estabilidad química por cinco o seis años. Y posteriormente vendrá la fase de monitoreo, que va más allá del 2026.